# Henry Morrison Flagler

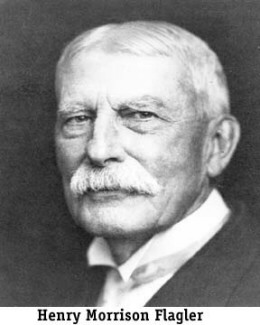

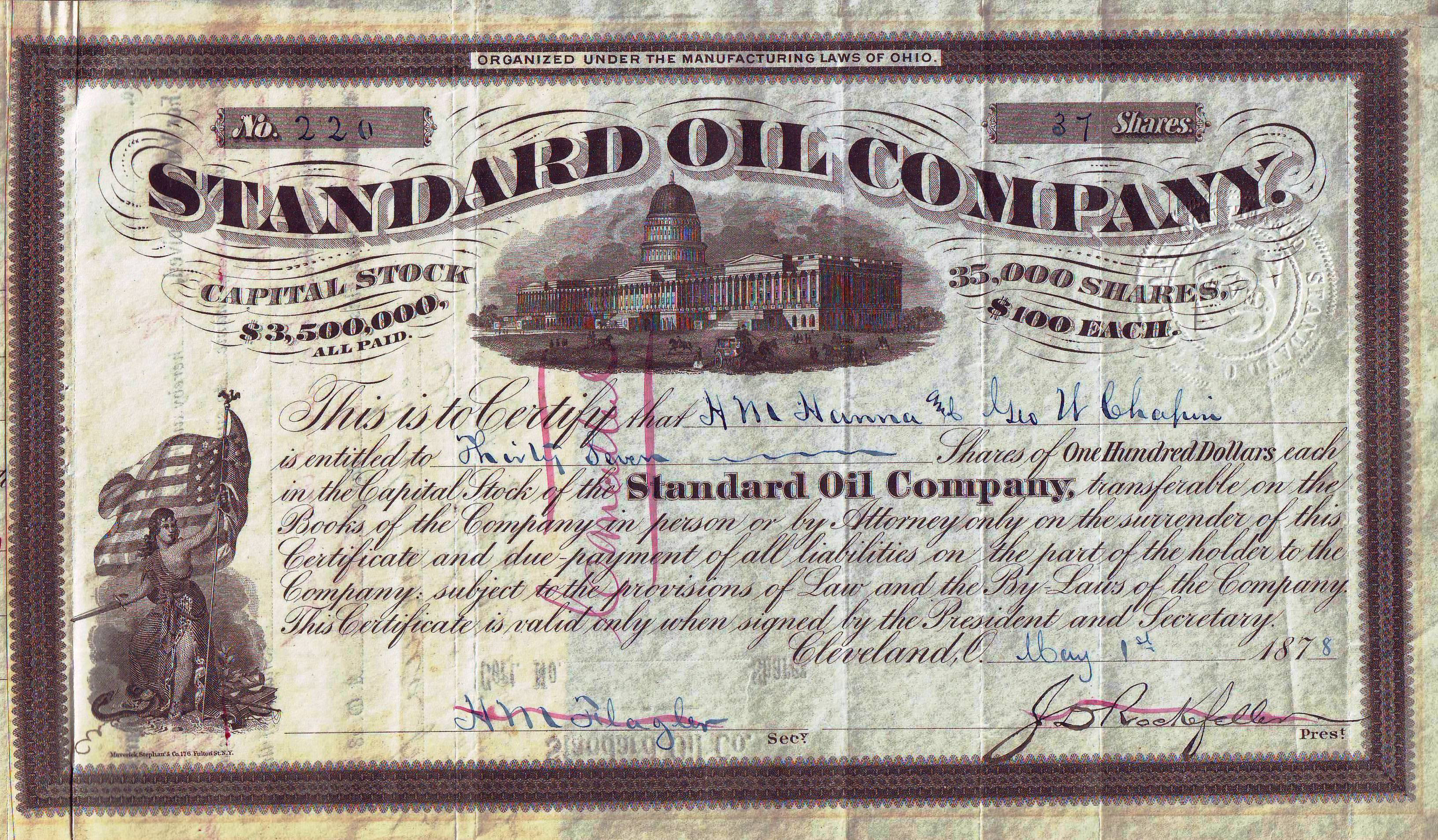
Aktie der Standard Oil Company mit Unterschrift von John D. Rockefeller und Flagler

Henry Morrison Flagler (* 2. Januar 1830 in Hopewell, New York; † 20. Mai 1913 in West Palm Beach, Florida) war ein US-amerikanischer Erdölmagnat, Besitzer einer Eisenbahngesellschaft und Erbauer der Bahnstrecke an Floridas Ostküste (Florida East Coast Railway), die er auch mit großzügigen Hotels, zum Beispiel in St. Augustine (Hotel Ponce de Leon, heute Flagler College) oder dem Breakers Hotel (Palm Beach) ausstattete. Flagler schuf die verkehrsmäßige Basis für den Ausbau der touristischen Infrastruktur Floridas im Gleichschritt mit dieser selbst und wertete damit seine billig erworbenen Grundstücke auf.
Die Grundlage von Flaglers Reichtum lag in der Montanindustrie. Diese Geldmittel brachte er in die Standard Oil Company ein. Er war neben John D. Rockefeller, dessen Bruder William Rockefeller, Samuel Andrew und Stephen V. Harkness einer der 5 Gründungsaktionäre. Flaglers Engagement in der touristischen Erschließung der Ostküste Floridas begann 1885 – etwa gleichzeitig mit den ähnlich gelagerten Aktivitäten von Henry Bradley Plant an der Westküste.